# Mike O'Brien
Michael Jon (Mike) O'Brien (Skokie, 23 oktober 1965) is een Amerikaans zwemmer.

## Biografie
O'Brien won tijdens de Olympische Zomerspelen van 1984 de gouden medaille op de 1500m vrije slag.
O'Brien won tijdens de Pan-Amerikaanse Spelen de gouden medaille op de 200m rugslag en de 4x200m vrije slag.

## Internationale toernooien
| Jaar | Olympische Spelen | Wereldkampioenschappen     | Pan-Amerikaanse Spelen           |
| ---- | ----------------- | -------------------------- | -------------------------------- |
| 1983 |                   |                            | 400m wisselslag                  |
| 1984 | 1500m vrije slag  |                            |                                  |
| 1985 |                   |                            |                                  |
| 1986 |                   | 4x200m vrije slag (series) |                                  |
| 1987 |                   |                            | 200m rugslag · 4x200m vrije slag |

1908: Henry Taylor ·
1912: George Hodgson ·
1920: Norman Ross ·
1924: Boy Charlton ·
1928: Arne Borg ·
1932: Kusuo Kitamura ·
1936: Noboru Terada ·
1948: James McLane ·
1952: Ford Konno ·
1956: Murray Rose ·
1960: John Konrads ·
1964: Bob Windle ·
1968: Mike Burton ·
1972: Mike Burton ·
1976: Brian Goodell ·
1980: Vladimir Salnikov ·
1984: Mike O'Brien ·
1988: Vladimir Salnikov ·
1992: Kieren Perkins ·
1996: Kieren Perkins ·
2000: Grant Hackett ·
2004: Grant Hackett ·
2008: Oussama Mellouli ·
2012: Sun Yang ·
2016: Gregorio Paltrinieri  ·
2020: Bobby Finke